# Daïra de Hammam Dhalaa
La Daïra de Hammam Dalaa est une circonscription administrative algérienne située dans la wilaya de M'Sila. Son chef-lieu est situé sur la commune éponyme de Hammam Dalaa.
La daïra regroupe les quatre communes de Hammam Dalaa, Tarmount, Ouled Mansour et Ouanougha.